# Kombia curvata
Kombia curvata is een eenoogkreeftjessoort uit de familie van de Rhynchomolgidae. De wetenschappelijke naam van de soort is voor het eerst geldig gepubliceerd in 1986 door Nair & Pillai.